# لوتشيانو راي دجيم
لوتشيانو راي دجيم هو لاعب كرة قدم وسط أفريقي، ولد في 3 أغسطس 1978 في بانغي في جمهورية أفريقيا الوسطى.

## وصلات خارجية
- لوتشيانو راي دجيم على موقع قاعدة بيانات كرة القدم.إي يو (الإنجليزية)
- لوتشيانو راي دجيم على موقع ناشيونال فوتبول تيمز (الإنجليزية)
- لوتشيانو راي دجيم على موقع Soccerway.com (الإنجليزية)